# Stadionul Arsenal
Stadionul Arsenal  a fost un stadion de fotbal din Londra, Anglia. A fost stadionul clubului Arsenal F.C. în perioada 1913 - 2006. A fost cunoscut mai ales sub numele de Highbury datorită locației și a avut porecla oficială The Home of Football (română Casa fotbalului).